# Upplands runinskrifter 990
Runinskrift U 990 är en runsten som står på norra sidan om Lillån i Broby, Funbo socken och Uppsala kommun i Rasbo härad, Uppland. 

## Brostenar
Intill står U 991 och på södra sidan om ån står U 992. Tillsammans kallas dessa tre runstenar för "Brobystenarna" och de markerar platsen för en forntida väg över en bro. Fadern Hörse, som inskriften berättar om, reste i sin tur med brodern Kättil U 999 efter deras fader Tägn. U 999 står cirka 1,5 kilometer uppströms utmed Lillån.

## Stenen U 990
Stenens material är blågrå granit och den är korsmärkt samt ornerad med en runorm sedd i fågelperspektiv: Fp. Ristningen som skapades på vikingatiden under tusentalets första hälft, är attribuerad till en runristare med namnet Alrik.

## Inskriften
Runor:ᚢᛅᚦᚱ᛫ᛅᚢᚴ᛫ᚦᛅᚴᚾ᛫ᛅᚢᚴ᛫ᚴᚢᚾᛅᚱ᛫ᚱᛅᛁᛋᛏᚢ᛫ᛋᛏᛅᛁᚾᚦᛅᚾᛅ᛫ᛅᛏ᛫ᚼᛅᚢᚱᛋᛅ᛫ᚠᚭᚦᚢᚱ᛫ᛋᛁᚾᚴᚢᚦ᛫ᚼᛁᛅᛚᛒᛁᚯᛏᚼᛅᚾᛋ

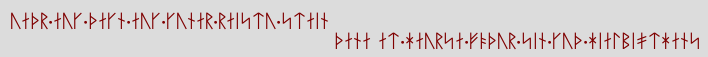
Runslingan på U 990

Translitterering av runraden:
' uaþr + auk × þakn × auk × kunar + raistu × stain + þana × at × haursa × foþur sin + kuþ hialbi ot hans ×
Normalisering till runsvenska:
Veðr ok Þegn ok Gunnarr ræistu stæin þenna at Haursa, faður sinn. Guð hialpi and hans.
Översättning till nusvenska:
Väder och Tägn och Gunnar reste denna sten efter Hörse, sin fader. Gud hjälpe hans ande.

## Källor

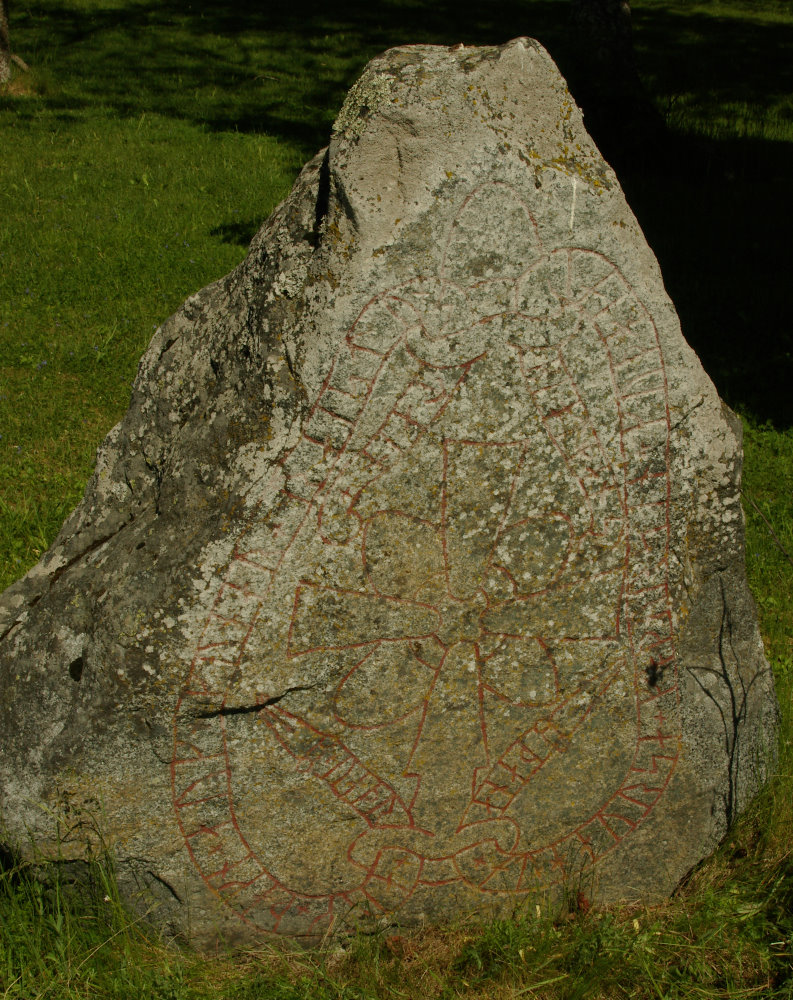
Runsten U 990, 2007.

### Fotnoter
1. ↑  Fornminnesregistret: 1:2
2. ↑  Samnordisk runtextdatabas: U 990
3. ↑  Unicode stöd för runor behövs i din webbläsare
4. 1 2  Samnordisk runtextdatabas, U 990, 2014
5. ↑  Elias Wessén, Sven B.F. Jansson, red (1953-1958). Sveriges runinskrifter. Bd 9, Upplands runinskrifter, del 4. Stockholm: KVHAA. http://www.raa.se/runinskrifter/sri_uppland_b09_h01_text_2.pdf